# Крушевица (Лазаревац)
Крушевица је насеље у градској општини Лазаревац у граду Београду. Према попису из 2022. било је 472 становника.

## Демографија
У насељу Крушевица живи 554 пунолетна становника, а просечна старост становништва износи 42,4 година (41,5 код мушкараца и 43,4 код жена). У насељу има 219 домаћинстава, а просечан број чланова по домаћинству је 3,13.
Ово насеље је великим делом насељено Србима (према попису из 2002. године), а у последња три пописа, примећен је пад у броју становника.
|  |

| Демографија | Демографија | Демографија |
| Година      | Становника  | Становника  |
| ----------- | ----------- | ----------- |
| 1948.       | 938         |             |
| 1953.       | 968         |             |
| 1961.       | 886         |             |
| 1971.       | 845         |             |
| 1981.       | 784         |             |
| 1991.       | 753         | 749         |
| 2002.       | 686         | 691         |

| Етнички састав према попису из 2002.‍ | Етнички састав према попису из 2002.‍ | Етнички састав према попису из 2002.‍ | Етнички састав према попису из 2002.‍ | Етнички састав према попису из 2002.‍ |
| ------------------------------------ | ------------------------------------ | ------------------------------------ | ------------------------------------ | ------------------------------------ |
|                                      |                                      |                                      |                                      |                                      |
| Срби                                 | Срби                                 |                                      | 677                                  | 98,68%                               |
| Црногорци                            | Црногорци                            |                                      | 4                                    | 0,58%                                |
| непознато                            | непознато                            |                                      | 5                                    | 0,72%                                |

| Година пописа     | 1948. | 1953. | 1961. | 1971. | 1981. | 1991. | 2002. |
| ----------------- | ----- | ----- | ----- | ----- | ----- | ----- | ----- |
| Број домаћинстава | 184   | 192   | 204   | 214   | 227   | 214   | 219   |

| Број чланова      | 1  | 2  | 3  | 4  | 5  | 6  | 7 | 8 | 9 | 10 и више | Просек |
| ----------------- | -- | -- | -- | -- | -- | -- | - | - | - | --------- | ------ |
| Број домаћинстава | 41 | 57 | 34 | 38 | 25 | 18 | 4 | 2 | 0 | 0         | 3,13   |

| Пол    | Укупно | Неожењен/Неудата | Ожењен/Удата | Удовац/Удовица | Разведен/Разведена | Непознато |
| ------ | ------ | ---------------- | ------------ | -------------- | ------------------ | --------- |
| Мушки  | 288    | 82               | 182          | 18             | 6                  | 0         |
| Женски | 288    | 44               | 184          | 54             | 6                  | 0         |
| УКУПНО | 576    | 126              | 366          | 72             | 12                 | 0         |

| Пол    | Укупно                    | Пољопривреда, лов и шумарство | Рибарство                            | Вађење руде и камена | Прерађивачка индустрија       |
| ------ | ------------------------- | ----------------------------- | ------------------------------------ | -------------------- | ----------------------------- |
| Мушки  | 183                       | 34                            | 0                                    | 82                   | 32                            |
| Женски | 99                        | 45                            | 0                                    | 8                    | 21                            |
| УКУПНО | 282                       | 79                            | 0                                    | 90                   | 53                            |
| Пол    | Производња и снабдевање   | Грађевинарство                | Трговина                             | Хотели и ресторани   | Саобраћај, складиштење и везе |
| Мушки  | 4                         | 8                             | 4                                    | 1                    | 10                            |
| Женски | 1                         | 2                             | 4                                    | 8                    | 2                             |
| УКУПНО | 5                         | 10                            | 8                                    | 9                    | 12                            |
| Пол    | Финансијско посредовање   | Некретнине                    | Државна управа и одбрана             | Образовање           | Здравствени и социјални рад   |
| Мушки  | 0                         | 1                             | 1                                    | 1                    | 1                             |
| Женски | 0                         | 1                             | 0                                    | 2                    | 4                             |
| УКУПНО | 0                         | 2                             | 1                                    | 3                    | 5                             |
| Пол    | Остале услужне активности | Приватна домаћинства          | Екстериторијалне организације и тела | Непознато            | Непознато                     |
| Мушки  | 0                         | 0                             | 0                                    | 4                    | 4                             |
| Женски | 1                         | 0                             | 0                                    | 0                    | 0                             |
| УКУПНО | 1                         | 0                             | 0                                    | 4                    | 4                             |

## Јавни превоз
Крушевицу опслужује неколико линија интегрисаног тарифног система градског превоза у Београду:
162А (Лазаревац — Бистрица — Крушевица), 166 (Лазаревац — Завод — Крушевица), 583 (Трбушница — Крушевица — Београд) и 583А (Београд — Крушевица). Линија 583 је званично најдужа линија градског превоза у Београду, дугачка укупно 73 км.